# Tinamú crestat del Chaco
El tinamú crestat del Chaco (Eudromia formosa) és una espècie d'ocell de la família dels tinàmids (Tinamidae) que viu en zones forestals àrides de l'oest del Paraguai i el nord-est de l'Argentina.

## Característiques
El tinamú crestat del Chaco fa aproximadament 39 cm d'alt. La part superior del cos presenta un color marró grisenc-negrosa amb uns petits punts blancs dispersos. La seva part inferior del cos és en canvi de color pàl·lid gairebé blanquinós.
El seu cap té una cresta negra, sent el seu coll llarg, prim i recte. Té una banda fosca darrere dels ulls, és vorejat per sobre i per sota de ratlles blanques.

## Subespècies
Es coneixen dues subespècies d'Eudromia formosa:
- Eudromia formosa mira - chaco del Paraguai i possiblement àrees adjacents de nord de l'Argentina
- Eudromia formosa formosa - quebratxo del nord i centre d'Argentina